# Монпельє (Індіана)
Монпельє (англ. Montpelier) — місто (англ. city) в США, в окрузі Блекфорд штату Індіана. Населення — 1540 осіб (2020).

## Географія
Монпельє розташований за координатами 40°32′58″ пн. ш. 85°17′15″ зх. д. / 40.54944° пн. ш. 85.28750° зх. д. (40.549421, -85.287416).  За даними Бюро перепису населення США в 2010 році місто мало площу 3,99 км², уся площа — суходіл.

### Клімат
| Клімат : Монпельє            | Клімат : Монпельє | Клімат : Монпельє | Клімат : Монпельє | Клімат : Монпельє | Клімат : Монпельє | Клімат : Монпельє | Клімат : Монпельє | Клімат : Монпельє | Клімат : Монпельє | Клімат : Монпельє | Клімат : Монпельє | Клімат : Монпельє | Клімат : Монпельє |
| Показник                     | Січ.              | Лют.              | Бер.              | Квіт.             | Трав.             | Черв.             | Лип.              | Серп.             | Вер.              | Жовт.             | Лист.             | Груд.             | Рік               |
| Середній максимум, °C        | 0,6               | 3,3               | 9,4               | 16,7              | 22,2              | 27,2              | 28,9              | 27,8              | 24,4              | 18,3              | 10,0              | 3,3               | 16,1              |
| Середній мінімум, °C         | −7,8              | −5,6              | −0,6              | 5,0               | 10,0              | 15,6              | 17,2              | 16,7              | 12,2              | 6,1               | 1,1               | −5                | 5,5               |
| Норма опадів, мм             | 50                | 49                | 71                | 86                | 97                | 110               | 109               | 103               | 73                | 63                | 86                | 69                | 966               |
| ---------------------------- | ----------------- | ----------------- | ----------------- | ----------------- | ----------------- | ----------------- | ----------------- | ----------------- | ----------------- | ----------------- | ----------------- | ----------------- | ----------------- |
| Джерело: The Weather Channel |                   |                   |                   |                   |                   |                   |                   |                   |                   |                   |                   |                   |                   |

## Демографія
Згідно з переписом 2010 року, у місті мешкало 1805 осіб у 708 домогосподарствах у складі 470 родин. Густота населення становила 452 особи/км².  Було 823 помешкання (206/км²).
Расовий склад населення:
| - 97,9 % — білих - 0,3 % — корінних американців - 0,3 % — чорних або афроамериканців - 0,1 % — азіатів |

До двох чи більше рас належало 1,2 %. Частка іспаномовних становила 0,9 % від усіх жителів.
За віковим діапазоном населення розподілялося таким чином: 28,1 % — особи молодші 18 років, 58,8 % — особи у віці 18—64 років, 13,1 % — особи у віці 65 років та старші. Медіана віку мешканця становила 36,3 року. На 100 осіб жіночої статі у місті припадало 100,6 чоловіків;  на 100 жінок у віці від 18 років та старших — 93,9 чоловіків також старших 18 років.
Середній дохід на одне домашнє господарство  становив 38 268 доларів США (медіана — 33 447), а середній дохід на одну сім'ю — 45 142 долари (медіана — 38 203). За межею бідності перебувало 17,6 % осіб, у тому числі 25,5 % дітей у віці до 18 років та 8,6 % осіб у віці 65 років та старших.
Цивільне працевлаштоване населення становило 666 осіб. Основні галузі зайнятості: виробництво — 33,5 %, освіта, охорона здоров'я та соціальна допомога — 16,5 %, роздрібна торгівля — 15,0 %.